# Klarkia

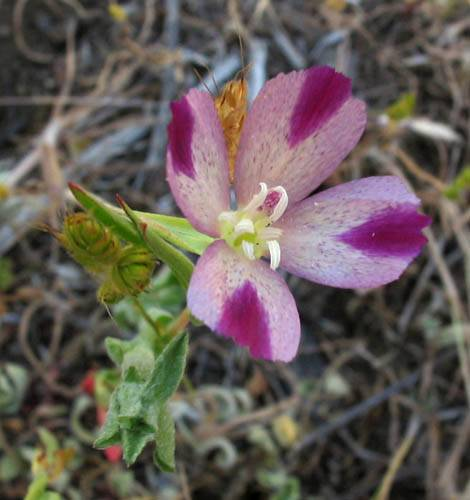
Klarkia purpurowa

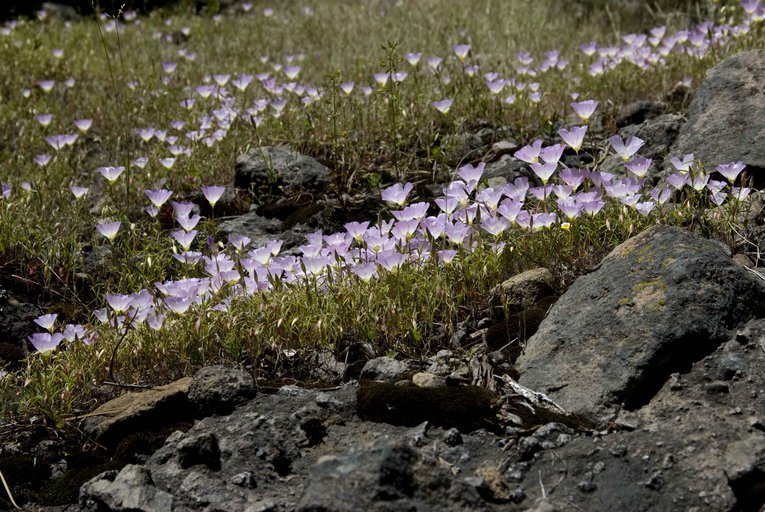
Clarkia arcuata

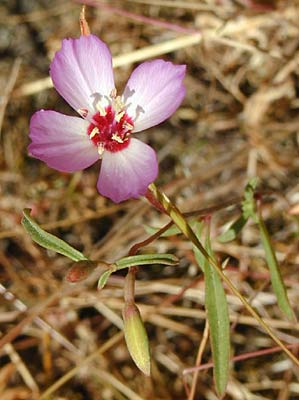
Clarkia franciscana

Klarkia, dzierotka, marszawa (Clarkia Pursh) – rodzaj roślin z rodziny wiesiołkowatych (Onagraceae), obejmujący ok. 40 gatunków rodzimych dla Ameryki Północnej (głównie jej zachodniej części). Wyjątkiem jest gatunek Clarkia tenella, rodzimy dla Ameryki Południowej. Nazwa Clarkia została nadana dla upamiętnienia amerykańskiego odkrywcy i podróżnika Williama Clarka (1770–1838). Rośliny te zasiedlają suche skaliste miejsca, pustynie oraz prerie. Kilka gatunków uprawianych jest jako rośliny ozdobne.

## Morfologia
PokrójRośliny jednoroczne, osiągające zwykle do ok. 30 cm wysokości, rzadziej wyższe – do 1,5 m. Kwiaty duże, rurkowate, w kolorach od białego przez różowy do czerwonego. Łodygi wznoszące się do wyprostowanych, nagie i często sine, czasem krótko-, rzadko długo owłosione.
LiścieSkrętoległe i zwykle pojedyncze, niepodzielone, u niektórych gatunków ząbkowane.
KwiatyZebrane w kłos lub grono. Otwierają się o świcie i zmierzchu. W pąkach zwykle charakterystycznie zwisające. Działki kielicha są cztery, odwijają się podczas kwitnienia, u nasady przechodzą w krótszą lub dłuższą rurkę dolnej zalążni. Płatki korony cztery, równej lub różnej długości, barwy od białej, przez różową do czerwonej i purpurowej. Płatki mogą być szerokie, nakrywające się wzajemnie lub wąskie. U nasady zwężone, na końcu mogą być zaokrąglone, wąskie lub podzielone. Pręcików jest osiem, czasem cztery. Słupek wydłużony, zwieńczony jest czterodzielnym znamieniem.
OwoceWydłużone (rzadko krótkie) torebki otwierające się od wierzchołka czterema klapami. Zawierają liczne nasiona, rzadko pojedyncze.

## Systematyka
Synonimy
Clarckia  Pursh, Eucharidium, Fisch. & C. A. Mey., GodetiaSpach, Heterogaura Rothr., Oenotheridium Reiche, Opsianthes Lilja, Phaestoma Spach
Pozycja systematyczna według APweb (2001...)
Rodzaj należący do podrodziny Onagroideae, rodziny wiesiołkowatych (Onagraceae Juss.), która wraz z siostrzaną grupą krwawnicowatych (Lythraceae) wchodzi w skład rzędu mirtowców (Myrtales). Rząd należy do kladu różowych (rosids) i w jego obrębie jest kladem siostrzanym bodziszkowców.
Pozycja w systemie Reveala (1993–1999)
Gromada okrytonasienne Magnoliophyta Cronquist, podgromada Magnoliophytina Frohne & U. Jensen ex Reveal, klasa Rosopsida Batsch, podklasa różowe Rosidae Takht., nadrząd Myrtanae Takht., rząd mirtowce Myrtales Rchb., podrząd Onagrineae Rchb., rodzina wiesiołkowate Onagraceae Juss. podplemię Clarkiinae Raim. in Engl. & Prantl., rodzaj klarkia Clarkia Pursh.
Wykaz gatunków
- Clarkia affinis F.H.Lewis & M.E.Lewis
- Clarkia amoena (Lehm.) A.Nelson & J.F.Macbr. – klarkia wdzięczna, k. wielkokwiatowa
- Clarkia arcuata (Kellogg) A.Nelson & J.F.Macbr.
- Clarkia australis E.Small
- Clarkia biloba (Durand) A.Nelson & J.F.Macbr.
- Clarkia borealis E.Small
- Clarkia bottae (Spach) F.H.Lewis & M.E.Lewis
- Clarkia breweri (A.Gray) Greene
- Clarkia concinna (Fisch. & C.A.Mey.) Greene – klarkia piękna
- Clarkia cylindrica (Jeps.) F.H.Lewis & M.E.Lewis
- Clarkia davyi (Jeps.) F.H.Lewis & M.E.Lewis
- Clarkia delicata (Abrams) A.Nelson & J.F.Macbr.
- Clarkia dudleyana (Abrams) J.F.Macbr.
- Clarkia epilobioides (Nutt.) A.Nelson & J.F.Macbr.
- Clarkia exilis F.H.Lewis & Vasek
- Clarkia franciscana F.H.Lewis & P.H.Raven
- Clarkia gracilis (Piper) A.Nelson & J.F.Macbr.
- Clarkia heterandra (Torr.) F.H.Lewis & P.H.Raven
- Clarkia imbricata F.H.Lewis & M.E.Lewis
- Clarkia jolonensis Parn.
- Clarkia lassenensis (Eastw.) F.H.Lewis & M.E.Lewis
- Clarkia lewisii P.H.Raven & D.R.Parn.
- Clarkia lingulata F.H.Lewis & M.E.Lewis
- Clarkia mildrediae (A.Heller) F.H.Lewis & M.E.Lewis
- Clarkia modesta Jeps.
- Clarkia mosquinii E.Small
- Clarkia prostrata F.H.Lewis & M.E.Lewis
- Clarkia pulchella Pursh – klarkia nadobna
- Clarkia purpurea (Curtis) A.Nelson & J.F.Macbr. – klarkia purpurowa
- Clarkia rhomboidea Douglas
- Clarkia rostrata W.S.Davis
- Clarkia rubicunda (Lindl.) F.H.Lewis & M.E.Lewis
- Clarkia similis F.H.Lewis & W.R.Ernst
- Clarkia speciosa F.H.Lewis & M.E.Lewis
- Clarkia springvillensis Vasek
- Clarkia stellata Mosquin
- Clarkia tembloriensis Vasek
- Clarkia tenella (Cav.) F.H.Lewis & M.E.Lewis
- Clarkia unguiculata Lindl. – klarkia wytworna
- Clarkia virgata Greene
- Clarkia williamsonii (Durand & Hilg.) F.H.Lewis & M.E.Lewis
- Clarkia xantiana A.Gray

Część gatunków, obecnie zaliczanych do rodzaju Clarkia, było dawniej wyróżnianych w osobnym rodzaju Godetia Spach – godecja (np. Clarkia amoena). Cechą łączące te rośliny były okazałe kwiaty (przy takim podziale klarkie miały małe kwiaty). Nie dowiedziono jednak podstaw systematycznych dla takiego podziału i rodzaj Godetia nie jest wyróżniany.

## Zastosowanie
Niektóre gatunki uprawiane są jako rośliny ozdobne ze względu na barwne kwiaty, istnieją również odmiany uprawne. Szczególnie popularne były pełnokwiatowe odmiany klarkii w ogrodach epoki wiktoriańskiej.